# Ребошапка Іван
Ребоша́пка Іва́н Г. (Іон Ребушапке) (* 29 травня 1935, Дерменешть, Сучавський повіт, Румунія) — румунський фольклорист-україніст, педагог, перекладач. Професор Бухарестського університету. Є автором підручників по українській мові та літературі для загальноосвітніх шкіл Румунії з українською мовою навчання.

## З життєпису
Досліджує румунсько-українські фольклорні взаємини. Збирає, досліджує та видає українську пісенну творчість в Румунії.
2006 року Львівське обласне відділення Товариства зв'язків з українцями за межами України «Україна-Світ» нагородило його почесним дипломом за монографію «Поезія колядок» — «Poezia colindelor», Плоешті, 2006, румунською мовою.
Завідувач відділу української філології на кафедрі слов'янської філології факультету іноземних мов і літератури Бухарестського університету, Голова україністів Румунії, член спілки славістів Румунії, член Міжнародної асоціації україністів, член Товариства імені Тараса Шевченка в Парижі. 2000 — почесний доктор Чернівецького національного університету імені Юрія Федьковича.
Серед його праць:
- 1975 — монографія «Народження символу. Аспекти взаємодії обряду та обрядової поезії», українською мовою.

Видав збірки українською мовою:
- 1969 — «Народні співанки»,
- 1971 — «Ой у саду-винограду»,
- 1974 — «Відгомін віків»,
- 1976 — «Оленський цвіт».

Відредагував та видав 1976 року збірник прислів'їв та приказок «Народ скаже — як зав'яже». Переклав тексти 18 українських народних пісень румунською мовою для збірки «Змагання квітів» — 1971.
Видано ряд його статей, з них «Відгомони опришківства в українській уснопоетичній традиції Банату», — 1981.